# San Dimas (kommun)
San Dimas är en kommun i Mexiko.   Den ligger i delstaten Durango, i den centrala delen av landet, 900 km nordväst om huvudstaden Mexico City.
Följande samhällen finns i San Dimas:
- Tayoltita
- Tambores de Abajo
- Doce de Mayo
- Sapiorís
- Santa Rita
- Yerbaníz
- San Pedro de Villa Corona
- Valderrama
- Cuevecillas
- Morillitos
- Las Flechas
- La Laguna del Progreso
- El Rincón de Tierra Blanca
- El Palmito
- El Ancón
- Huachichiles
- Buenavista